# Min allerbedste ting
|  | Denne artikel er oprettet af botten PalnaBot ud fra en ekstern database. Den kan derfor have sproglige fejl eller mangler. Denne skabelon kan fjernes efter kontrol af indholdet. |

Min allerbedste ting er en børnefilm fra 2003 instrueret af Jon Micke efter manuskript af Jon Micke.

## Handling
Elleve børn fortæller om deres favoritting, og om hvorfor netop denne ting har så stor betydning i deres liv; en håndbold, et skateboard, en bamse, en mobiltelefon, en medalje, en lykkesten fra farmor lige før hun døde ... Formen er enkel; der er børnenes ansigter på en baggrund af Danmark set fra luften - og så tingene, der svæver ind og ud af billedfeltet.